# あなたは今幸せですか?
あなたは今幸せですか?（あなたはいましあわせですか?）は、テレビ朝日で毎週木曜2:21 - 2:51（水曜深夜）、JST）に放送されていたバラエティ番組である。2016年4月7日（4月6日深夜）に放送開始して9月29日（9月28日深夜）放送終了。全23回。

## 番組概要
- 番組のインタビューで『幸せです』と答えた人に、幸せの中身を円グラフで書いてもらい「幸せだと思う理由」を可視化。気になる人がいたら少しだけ密着させてもらい、暮らしぶりや人生観などを探っていく。
- レギュラー放送開始前の2016年2月13日には、16:25 - 17:25にパイロット版が放送された。
- レギュラー放送終了後は単発特番として放送。2017年1月15日13:55 - 15:20に単発特番が放送された。

## ネット局
| 放送対象地域 | 放送局            | 系列           | 放送日時                     | 放送開始日    | 遅れ       | 備考 |
| ------------ | ----------------- | -------------- | ---------------------------- | ------------- | ---------- | ---- |
| 関東広域圏   | テレビ朝日        | テレビ朝日系列 | 木曜 2:21 - 2:51（水曜深夜） | 2016年4月7日  | 制作局     |      |
| 静岡県       | 静岡朝日テレビ    | テレビ朝日系列 | 月曜 2:28 - 2:58（日曜深夜） | 2016年4月18日 | 遅れネット |      |
| 山口県       | 山口朝日放送      | テレビ朝日系列 | 月曜 1:15 - 1:45（日曜深夜） | 2016年4月25日 | 遅れネット |      |
| 日本全域     | テレ朝チャンネル1 | CS放送         | 木曜 21:00 - 21:30           | 2016年5月26日 | 遅れネット |      |

不定期ネット局
- 青森県・青森朝日放送

## スタッフ

### レギュラー版
- ナレーション：飯豊まりえ[1]、芳根京子（パイロット版のみ）
- 構成：ヒロハラノブヒコ、宮下勇二、オオガネクヨシタカ、吉川泰生、内藤文能
- 編集：桑原秀夫
- MA：水津一博
- 音効：吉田比呂樹
- TK：船木玉緒
- CGデザイン：島谷賢治
- 編成：北村麻美
- 宣伝：椿本晶子（#1 - #6）→石田みう（#7 - ）
- コンテンツビジネス：里見諒
- デスク：内藤恵子
- 制作協力：ホリプロ
- 制作スタッフ：坂口英雄、長塚眞梨子、遠藤清明
- アシスタントプロデューサー：辰野玲
- ディレクター：中山康司、田村海、大﨑貴史、今泰之、高松千泰、小澤優
- チーフディレクター：竹山耕太郎、本橋宏之
- プロデューサー：菅原悠平
- ゼネラルプロデューサー：樋口圭介
- 制作著作：テレビ朝日

### 復活版
2017年1月15日放送分
- 構成：ヒロハラノブヒコ、宮下勇二、オオガネクヨシタカ、吉川泰生、内藤文能
- 美術：小山晃弘
- デザイン：豊田裕基
- CGデザイン：持田寛太
- 美術進行：森みどり
- 編集：桑原秀夫、小川孝樹
- MA：水津一博
- 音効：吉田比呂樹
- TK：船木玉緒
- 協力：東京オフラインセンター
- 制作協力：Sp!ce factory、macaron Labo
- コンテンツビジネス：里見諒
- 編成：吉村周
- 宣伝：石田みう
- デスク：石田涼子
- 制作スタッフ：遠藤清明、野口眞嗣
- チーフディレクター：竹山耕太郎、本橋宏之
- ディレクター：田村海、高松千泰、清水颯真、坂口英雄
- 制作進行：今泰之
- プロデューサー：菅原悠平、田島剛（sp!ce Factory）
- ゼネラルプロデューサー：樋口圭介
- 制作著作：テレビ朝日